# TV4 (Magyarország, 1992)
A TV4 egy kazettás terjesztésű kábeltelevíziós csatorna volt. Tulajdonosa a Fenyő János által irányított VICO Rt. volt, amit 1988-ban alapítottak.

## Története
A TV4 elődjének sokan a TV Tévét tekintik, ami szintén kazettás terjesztésű volt. A TV Tévé 1991. június 6-án indult, tulajdonosa a TelesYstem Rt. volt. Kezdetben csütörtökönként 18:00-22:00-ig sugárzott műsort egészen 1991. október 10-ig. 1991. december 5-től ismét volt adás, ekkortól péntekenként is, 20:00-24:00-ig, vasárnaponként a pénteki adást ismételték 20:00-24:00-ig. 1992. július 9-től a csütörtöki adások 1 órával később, 19 órától kezdődtek. 1992. december 11-én volt utoljára adás.
1992. december 17-én a TV Tévét megvásárolta a VICO Rt., és átnevezte TV4-re. A munkatársak többségét megtartotta, ezzel együtt az adásnapok és műsoridők sem változtak meg. 1993. szeptember 6-tól hétfőnként is volt adás, 19:00-23:00-ig.
1994 februárja és augusztusa között a TV4 terjesztette a Drót című hírműsort, amelyet Baló György szerkesztett és vezetett.
A csatorna 1994. szeptemberében váratlanul megszűnt, a hivatalos közlemény szerint, amit egy héttel szeptember 14. előtt adtak ki, „ideiglenesen szünetelteti műsorát” technikai átállás (kazettás terjesztésről központira) miatt. Valójában Fenyő János nem akarta tovább finanszírozni a televíziót, melynek műsorait (immáron mindennap) átvették vidéki kábeltelevíziók, valamint a Kecskeméti Televízió földi sugárzásban is relézte saját, UHF 31-es csatornáján, ezáltal az egyik első, földi sugárzású magyar kereskedelmi csatorna volt. 
Nevét 2018. április 30. óta a korábban a Story 4 nevet viselő csatorna viszi tovább.